# ガンドランダーIV 復活の星勇士編
『ガンドランダーIV 復活の星勇士』（ガンドランダーフォー ふっかつのスターロードへん）は、バンダイのガシャポンを中心とした玩具企画。「ガンドランダー」シリーズの第4作。

## 概要
「ガンドランダー」シリーズ最終作にあたり、本作のみ作品の冠に『SDガンダム』と付けられている。
元々最終作として企画されており、歴代のキャラクター達が一堂に会するシリーズ総決算的な内容とされていたが、人気低迷の影響からか、ガシャポンは第2弾までで打ち切りとなってしまい、立体化されなかったキャラクターは多い。
ガシャポンシリーズの第1弾は、従来の『ガンドランダー』シリーズと同様に主要キャラクターや脇役がラインナップされ、100円商品として発売された。第1弾から半年ほど後に登場した第2弾（｢ファイナル｣と銘打たれた）は、星勇士とガードモンスターの2体セット・全6種類を200円商品として発売され、商品展開としては一応の終結を見ている。なお、第1弾と第2弾のガードモンスター6体には、最終キャラクター｢ファイナルガンドランダー｣を組み立てるのに必要なパーツが、本体の塩ビパーツに仕込まれていた（商品付属のミニブックには組立図が掲載されておらず、事実上の隠しギミックである）。また、第1弾でメッキ加工されていたガードペガサス、ガードユニコーンのプラパーツは、第2弾では成型色むき出しで処理されており、これは第2弾のガードモンスターすべてに共通している。
なお、前作まで『デラックスボンボン』誌上で友杉達也によって連載されていた漫画版は『SDガンダム ガンドランダーIV 復活の星勇士編』として新たに『コミックボンボン』増刊号に2回に分けて掲載された。

## あらすじ
ガンマドラゴンの戦い（『魔封の聖剣』』）から1年後（『竜の守護神』からは50年後）、邪神グランザムの手によって蘇ったクルガンサザバルガ率いる新生赤い盗賊団によってガンドランダーG達は水晶へと封印され、ガンドランド大陸は再び危機に瀕してしまう。
戦力の要を失い、次第に追い詰められていくダッドランダー達だったが、その前に星勇士を名乗るアースランダーとヘルツランダーが現れる。
そして彼らは自分達がグランザムを倒すために宇宙からやってきた星勇士であることと、ガンドランダーやスペリオルランダー達もまた使命を同じくする星勇士なのであることを告げたのだった…。
次々と星勇士として覚醒し、新生赤い盗賊団の六神軍団と戦い、6人の星勇士と他全ての星勇士たちは古の呪文により魂を1つにして伝説の宇宙巨神を顕現させて邪神を倒した。

## 登場人物
括弧内はモチーフとなった兵器・キャラクター。ただし、モチーフについて公式には発表されていないので諸説ある。

### 星勇士

#### 6人の星勇士
衛獣モンスターと呼ばれる守護獣と合体できる。
星勇士アースランダー（ガンダムGP01）
本作の主人公。コズミック兄弟と呼ばれる星勇士の兄弟達の長兄。50年前にグランザムを追ってこの星にやってきていたが、事故によって衛星ソルムーンにて眠りについていた。ガードユニコーンと合体すると星勇士ユニコーンランダーになる。
星勇士ヘルツランダー（ガンダムGP01Fb）
コズミック兄弟の2番目。SDガンダムネオバトルのカードダスではコズミックランダーヘルツという名前だった。ガードペガサスと合体すると星勇士ペガサスランダーになる。
星勇士クロイツランダー（ガンダムGP02）
コズミック兄弟の3番目。ガードヘラクレスと合体すると星勇士ヘラクレスランダーになる。
星勇士カーロランダー（ガンダムGP03S）
コズミック兄弟の4番目。ガードグリフォンと合体すると星勇士グリフォンランダーになる。
星勇士ミーティアテトラ（ガーベラ・テトラ）
元は六神軍団の団長の1人である獣戦士ガーベラテトラだった。紅一点。ガードサラマンダーと合体すると星勇士テトラサラマンダーになる。
星勇士ガンキラー（ガンキラー）
かつての超神竜士ガンキラー。ガードワイバーンと合体すると星勇士キラーワイバーンになる。

#### ガンドランダーたち5人
星勇士レオーネランダー
かつてのガンドランダーG。クルガンサザバルガによって仲間達と共にデスタワーの水晶に封印されてしまうが、星勇士達によって救出され、守護石(ガードストーン)の光を浴びて自分たちもまた真の姿を取り戻した。
星勇士ルプスランダー
かつてのツバードランダーG。
星勇士ファルコンランダー
かつてのゼファードランダーG。
星勇士バイソンランダー
かつてのツインゼファードG。
星勇士ティーグルランダー
かつてのネオガンドランダーG。

#### スペリオルランダーたち3人
星勇士レオパールランダー
かつてのスペリオルランダーSF。守護石(ガードストーン)の光を浴びて自分たちもまた真の姿を取り戻した。
星勇士ゲパルドランダー
かつてのアレックスランダーSF。
星勇士ジャグワールランダー
かつてのゼファードプラスSF。

#### レッドランダーの三兄弟
星勇士アインスランダー（レッドウォーリア+テッカマンブレード）
かつての超神竜士レッドランダー。平和を取り戻したフォーミュランド大陸に兄を探しにやって来た星勇士であり弟でもあるツバイランダー、ドライランダーと出会って受け取った指輪の力で記憶と使命を思い出し、兄弟達と共にガンドランド大陸へと向かうことになる。
星勇士ツバイランダー（レッドウォーリア改）
三兄弟の次男。
星勇士ドライランダー（レッドファイター91）
三兄弟の三男。

#### 宇宙から新たにやってきた星勇士
星勇士ジュピターランダー（ガンダムF90II）
星勇士ヴィーナスランダー（F90ヴェスバータイプ）
2人で合体光線パディズムフラッシュを放ち、ガンドランド大陸とフォーミュランド大陸の星勇士を覚醒させた。

#### フォーミュラル一族
星勇士マーキュリーランダー
かつての神竜士フォーミュラルマリン。パディズムフラッシュを浴びて自分たちもまた真の姿を取り戻した。
星勇士マーズランダー
かつての神竜士フォーミュラルアサルト。
星勇士サターンランダー
かつての神竜士フォーミュラルサポート。
星勇士ユラナスランダー
かつての神竜士フォーミュラルホバー。
星勇士ネプチューンランダー
かつての神竜士フォーミュラルデストロイド。
星勇士プルートランダー
かつての神竜士フォーミュラルプランジ

### その他
ニューダッドランダー
ガンドランダーG達が封印された後、残ったスペリオルランダーSF達を指揮して新生赤い盗賊団に対抗していた。
ニューゴーンドランダー

超神飛翼ダイノオーキス
ゴーンドランダー神殿の地下に封印されている空神スカイザウラーと陸神ランドザウラーが合体することで誕生する最終兵器神。『SDガンダム ザ・ラストワールド』に登場する機竜士バルバトランダーの架空の出身作品である過去編『ガンドランダーZERO』では、闇の海賊団の首領クルガングレイズが復活させたが、バルバトランダーがクルガングレイズと対決している間に、若い頃のダッドランダーとゴーンドランダーが封印したようである。
合体巨神ファイナルガンドランダー
古の呪文「スペースギガス」を唱えて全ての星勇士の魂を1つにすることで誕生する伝説の宇宙巨神。デザイン上はガードモンスター6体が6人の星勇士と合体した際に生じるガードモンスターの余剰パーツで構成されている。必殺技はディメンジョンクラッシュと最終宇宙弾。ダイノオーキスと合体することで、巨大な翼とダイノランチャーとダイノシールドを装備した究極の姿であるアルティメットファイナルガンドランダーになる。

### グランザム
邪獣大王ファイナルグランザム（グランザム）
50年前フォーミュランド大陸に現れた邪神。必殺技は「暗黒星雲弾」。
怨霊戦士クルガンサザバルガ（サザビー）
邪神グランザムによって復活した元・赤い盗賊団の首領。六神軍団を擁する新生赤い盗賊団を率いる。
獣戦士ガーベラテトラ（ガーベラ・テトラ）
フィアス軍団の団長。紅一点。覚醒して星勇士ミーティアテトラになった。
剣戦士ビギナ・ゼラ（ビギナ・ゼラ）
エスパーダ軍団の団長。
炎戦士グレングルゲル
復活した元・赤い盗賊団の闇の四天王。フレイムエビル軍団の団長。
闇戦士グレングドル
復活した元・赤い盗賊団の闇の四天王。ダークヘルバード軍団の団長。
毒戦士グレンズガル
復活した元・赤い盗賊団の闇の四天王。ポイズンクロー軍団の団長。
血戦士グレンオルグ
復活した元・赤い盗賊団の闇の四天王。ブラッドソルジャー軍団の団長。
剣戦士デナン・ゲー
エスパーダ軍団。超神竜士を圧倒するほどの強さを持つが星勇士にとっては有象無象。
剣戦士デナン・ゾン
エスパーダ軍団。